# Бєлкіна Олена Юріївна
Оле́на Ю́ріївна Бє́лкіна-Лезер(Olena Leser; Lena Belkina; 27 листопада 1987, Ташкент) — українська оперна співачка (меццо-сопрано) кримськотатарського походження.

## Життєпис
Народилася в Ташкенті; в 1989 році родина переїхала на батьківщину предків, в Крим. Рано виявила музичні здібності. З 11 років уже співала на сцені, займалася малюванням, співала в духовному хорі «Антем» і закінчила Джанкойську музичну школу за класом фортепіано.
У 14 років познайомилася зі своїм першим педагогом по вокалу Миколою Горбатовим, який розкрив талант майбутньої оперної співачки. Поступила до Київського вищого музичного училища ім. Глієра. Закінчивши 3 курси, була прийнята в Національну Музичну Академію України ім. Чайковського в клас народної артистки СРСР, Героя України Євгенії Мірошниченко. На 3 курсі перемогла на Міжнародному конкурсі вокалістів ім. Гмирі (2008) та отримала запрошення стати солісткою Лейпцизької Опери, де дебютувала в 2009 році в партії Зайди («Турок в Італії» Дж. Россіні). Одночасно вона навчалася у Лейпцизькій вищій школі музики й театру імені Фелікса Мендельсона-Бартольді, яку з відзнакою закінчила в 2012 році.
У віці 25 років Олена Бєлкіна виконала головну партію у відеофільмі-опері Джоаккіно Россіні «Попелюшка» (режисер Карло Вердоне), показаному в 150 країнах світу і отримав різні призи. Потім відбувся запис першого сольного альбому співачки на фірмі SONY CLASSICAL з Симфонічним оркестром Баварського радіо.
З 2014 року співачка виступає на оперному фестивалі Россіні, який проходить на батьківщині композитора — у місті Пезаро (Італія). Вона блискуче впоралася зі складною і маловідомою партією Арзаче в опері «Авреліан у Пальмірі» — першою в світі виконала найскладніші каденції знаменитого співака-кастрата Джованні Батіста Велутті (1780—1861), для якого композитор писав цю роль.
Останні роки Олена Бєлкінаі мешкає у Відні (Австрія), працює у театрах Європи та Японії.
З початку повномасштабної війни всі свої виступи співачка присвячує Україні, перераховує велику частину своїх гонорарів на допомогу ЗСУ, дітям і артистам.

## Вибрані партії

##### Жорж Бізе
- «Кармен» — Кармен

##### Ріхард Вагнер
- «Тангейзер» — Венера
- «Трістан та Ізольда» — Брангена

##### Джузеппе Верді
- «Дон Карлос» — принцеса Еболі
- «Аїда» — Амнеріс

##### П'єтро Масканьї
- «Сільска честь» — Сантуцца

##### Жуль Массне
- «Вертер» — Шарлотта
- «Клеопатра» — Клеопатра

##### Каміль Сен-Санс
- «Самсон и Даліла» — Даліла

##### Франческо Чілеа
- «Адріана Лекуврер» — принцеса Буйонська

##### Ріхард Штраус
- «Кавалер троянди» — Октавіан
- «Аріадна на Наксосі» — Композитор